# Wargawa
Wargawa – wieś w Polsce położona w województwie łódzkim, w powiecie łęczyckim, w gminie Witonia.
W latach 1975–1998 miejscowość administracyjnie należała do województwa płockiego.

## Urodzeni w Wargawie
- Witold Zglenicki – polski wynalazca, geolog, hutnik, nafciarz i filantrop, uczeń Dmitrija Mendelejewa. Określany mianem „ojca nafty bakijskiej” czy „polskiego Nobla”[4][5].